# Jhon Fredy Salazar
Jhon Fredy Salazar Valencia  (Manizales, Colombia; 1 de abril de 1995) es un futbolista colombiano. Juega de delantero y actualmente milita en Junior FC de la Categoría Primera A colombiana.

## Trayectoria

### Inicios en Once Caldas
Debutó con el Once Caldas en el año 2014. Pero en 2015 es donde se logra consolidar con el equipo, y logra jugar algunos minutos y marcar con el equipo albo.

### Independiente Santa Fe
Llega al conjunto cardenal en calidad de préstamo para disputar el segundo semestre del 2016, donde se corona campeón de la Copa Suruga Bank 2016 y del Torneo Finalización 2016, disputando varios encuentros.

### Regreso a Once Caldas
Retorna al equipo de Manizales para el 2017, pero todo el equipo, en general, tuvo un mal rendimiento durante todo el año y el Once Caldas quedó cerca del descenso.

### Jaguares de Córdoba
En julio de 2017, fue cedido en préstamo a Jaguares de Córdoba, club en el que tuvo pocos minutos.

### Deportivo Pereira
En diciembre de 2017, fue confirmado como nuevo refuerzo del Deportivo Pereira de la Categoría Primera B, club al cual llegaría en calidad de préstamo por un año. Tuvo un buen rendimiento en el cuadro 'matecaña', en el cual volvió a marcar gol después de 2 años. El equipo logró el tercer lugar en la fase de todos contra todos, pero no lograron pasar a la final, debido a los malos resultados en los cuadrangulares semifinales.

### Patriotas Boyacá
En enero de 2019, Salazar regresa a la Categoría Primera A. Esta vez llega a reforzar a Patriotas Boyacá. En este equipo logra marcar un gol en primera división después de casi 3 años.

### Águilas Doradas
En enero de 2020 se confirma como nuevo jugador de Águilas Doradas Rionegro de la Categoría Primera A.

## Clubes
| Club                | País     | Año           |
| ------------------- | -------- | ------------- |
| Once Caldas         | Colombia | 2014 - 2016   |
| Santa Fe            | Colombia | 2016          |
| Once Caldas         | Colombia | 2017          |
| Jaguares de Córdoba | Colombia | 2017          |
| Deportivo Pereira   | Colombia | 2018          |
| Patriotas Boyacá    | Colombia | 2019          |
| Águilas Doradas     | Colombia | 2020-2025     |
| Junior              | Colombia | 2025-presente |

## Estadísticas
| Club                           | Div           | Temporada     | Liga  | Liga  | Liga   | Copas nacionales | Copas nacionales | Copas nacionales | Torneos internacionales | Torneos internacionales | Torneos internacionales | Total | Total | Total  | Media goleadora |
| Club                           | Div           | Temporada     | Part. | Goles | Asist. | Part.            | Goles            | Asist.           | Part.                   | Goles                   | Asist.                  | Part. | Goles | Asist. | Media goleadora |
| ------------------------------ | ------------- | ------------- | ----- | ----- | ------ | ---------------- | ---------------- | ---------------- | ----------------------- | ----------------------- | ----------------------- | ----- | ----- | ------ | --------------- |
| Once Caldas · Colombia         | 1.ª           | 2014          | 1     | 0     | 0      | 4                | 0                | 0                | -                       | -                       | -                       | 5     | 0     | 0      | 0               |
| Once Caldas · Colombia         | 1.ª           | 2015          | 25    | 5     | 4      | 4                | 0                | 0                | -                       | -                       | -                       | 29    | 5     | 4      | 0.17            |
| Once Caldas · Colombia         | 1.ª           | 2016          | 15    | 2     | 2      | 5                | 0                | 0                | -                       | -                       | -                       | 20    | 2     | 2      | 0.10            |
| Once Caldas · Colombia         | Total club    | Total club    | 41    | 7     | 6      | 13               | 0                | 0                | -                       | -                       | -                       | 54    | 7     | 6      | 0.13            |
| Santa Fe · Colombia            | 1.ª           | 2016          | 17    | 0     | 1      | 3                | 0                | 0                | -                       | -                       | -                       | 20    | 0     | 1      | 0               |
| Santa Fe · Colombia            | Total club    | Total club    | 17    | 0     | 1      | 3                | 0                | 0                | -                       | -                       | -                       | 20    | 0     | 1      | 0               |
| Once Caldas · Colombia         | 1.ª           | 2017          | 11    | 0     | 0      | 4                | 0                | 0                | -                       | -                       | -                       | 15    | 0     | 0      | 0               |
| Once Caldas · Colombia         | Total club    | Total club    | 11    | 0     | 0      | 4                | 0                | 0                | -                       | -                       | -                       | 15    | 0     | 0      | 0               |
| Jaguares de Córdoba · Colombia | 1.ª           | 2017          | 2     | 0     | 0      | -                | -                | -                | -                       | -                       | -                       | 2     | 0     | 0      | 0               |
| Jaguares de Córdoba · Colombia | Total club    | Total club    | 2     | 0     | 0      | -                | -                | -                | -                       | -                       | -                       | 2     | 0     | 0      | 0               |
| Deportivo Pereira · Colombia   | 2.ª           | 2018          | 27    | 2     | 2      | 3                | 0                | 0                | -                       | -                       | -                       | 30    | 2     | 2      | 0.07            |
| Deportivo Pereira · Colombia   | Total club    | Total club    | 27    | 2     | 2      | 3                | 0                | 0                | -                       | -                       | -                       | 30    | 2     | 2      | 0.07            |
| Patriotas Boyacá · Colombia    | 1.ª           | 2019          | 32    | 2     | 3      | 1                | 0                | 0                | -                       | -                       | -                       | 33    | 2     | 3      | 0.06            |
| Patriotas Boyacá · Colombia    | Total club    | Total club    | 32    | 2     | 3      | 1                | 0                | 0                | -                       | -                       | -                       | 33    | 2     | 3      | 0.06            |
| Águilas Doradas · Colombia     | 1.ª           | 2020          | 21    | 1     | 2      | 2                | 0                | 0                | -                       | -                       | -                       | 23    | 1     | 2      | 0.04            |
| Águilas Doradas · Colombia     | 1.ª           | 2021          | 32    | 3     | 0      | 2                | 0                | 0                | -                       | -                       | -                       | 34    | 3     | 0      | 0.09            |
| Águilas Doradas · Colombia     | 1.ª           | 2022          | 35    | 8     | 1      | 2                | 0                | 0                | -                       | -                       | -                       | 37    | 8     | 1      | 0.22            |
| Águilas Doradas · Colombia     | 1.ª           | 2023          | 49    | 7     | 10     | 4                | 0                | 0                | 1                       | 0                       | 0                       | 54    | 7     | 10     | 0.13            |
| Águilas Doradas · Colombia     | 1.ª           | 2024          | 37    | 3     | 8      | 2                | 0                | 0                | 2                       | 0                       | 0                       | 41    | 3     | 8      | 0.07            |
| Águilas Doradas · Colombia     | 1.ª           | 2025          | 15    | 0     | 2      | 4                | 1                | 0                | -                       | -                       | -                       | 19    | 1     | 2      | 0.05            |
| Águilas Doradas · Colombia     | Total club    | Total club    | 189   | 22    | 23     | 16               | 1                | 0                | 3                       | 0                       | 0                       | 208   | 23    | 23     | 0.11            |
| Junior · Colombia              | 1.ª           | 2025          | 7     | 0     | 0      | 2                | 0                | 0                | -                       | -                       | -                       | 9     | 0     | 0      | 0               |
| Junior · Colombia              | Total club    | Total club    | 7     | 0     | 0      | 2                | 0                | 0                | -                       | -                       | -                       | 9     | 0     | 0      | 0               |
| Total carrera                  | Total carrera | Total carrera | 326   | 33    | 35     | 42               | 1                | 0                | 3                       | 0                       | 0                       | 371   | 34    | 35     | 0.09            |

## Palmarés

### Campeonatos nacionales
| Título              | Club     | País     | Año  |
| ------------------- | -------- | -------- | ---- |
| Torneo Finalización | Santa Fe | Colombia | 2016 |

### Copas internacionales
| Título           | Club     | Sede  | Año  |
| ---------------- | -------- | ----- | ---- |
| Copa Suruga Bank | Santa Fe | Japón | 2016 |